# Brazilië op de Olympische Winterspelen 2014
Brazilië was een van de landen die deelnam aan de Olympische Winterspelen 2014 in Sotsji, Rusland.
Van de dertien leden tellende delegatie (zes mannen en zeven vrouwen) die  Brazilië vertegenwoordigden bij de zevende deelname van het land aan de Winterspelen, nam bobsleeër Edson Bindilatti, na 2002 en 2006, voor de derde keer deel. Ook Isabel Clark Ribeiro en Jaqueline Mourão namen, na 2006 en 2010, voor de derde keer deel. Na hun olympisch debuut in 2010 namen Maya Harrisson, Jhonatan Longhi en Leandro Ribela voor de tweede keer deel. Jaqueline Mourão nam op deze editie deel in twee sportdisciplines, biatlon en langlaufen.

## Deelnemers en resultaten
(m) = mannen, (v) = vrouwen 

### Alpineskiën
| Olympiër (deelname) | Onderdeel        | Resultaat | Prestatie                                                            |
| ------------------- | ---------------- | --------- | -------------------------------------------------------------------- |
| Jhonatan Longhi     | reuzenslalom (m) | 58e       | 1e run: 1.33,03 (64e) 2e run: 1.33,69 (57e) totaal: 3.06,72 (+21,43) |
| Jhonatan Longhi     | slalom (m)       | DSQ       | 1e run: 59,24 (69e) 2e run: gediskwalificeerd                        |
|                     |                  |           |                                                                      |
| Maya Harrisson      | reuzenslalom (v) | 54e       | 1e run: 1.30,31 (58e) 2e run: 1.31,55 (55e) totaal: 3.01,86 (+24,99) |
| Maya Harrisson      | slalom (v)       | 39e       | 1e run: 1.04,88 (46e) 2e run: 1.03,45 (42e) totaal: 2.08,33 (+23,79) |

### Biatlon
| Olympiër         | Onderdeel       | Resultaat | Prestatie                    |
| ---------------- | --------------- | --------- | ---------------------------- |
| Jaqueline Mourão | individueel (v) | 76e       | 57.22,6 (+14,03.0) [1+2+3+1] |
| Jaqueline Mourão | sprint (v)      | 77e       | 25.06,4 (+3.59,6) [0+1]      |

### Bobsleeën
| Olympiër (deelname)                                                          | Onderdeel       | Resultaat | Prestatie                                                                                           |
| ---------------------------------------------------------------------------- | --------------- | --------- | --------------------------------------------------------------------------------------------------- |
| Edson Bindilatti Fabio Goncalves Silva Edson Ricardo Martins Odirlei Pessoni | viermansbob (m) | 29e       | totaal: 2.50,71 run 1: 56,86 (29e) run 2: 56,46 (28e) run 3: 57,11 (30e) run 4: niet gekwalificeerd |
|                                                                              |                 |           | |
| Sally Mayara da Silva Fabiana Santos                                         | tweemansbob (v) | 19e       | totaal: 4.01,95 run 1: 1.59,57 (18e) run 2: 1.00,45 (19e) run 3: 1.00,73 (19e) run 4: 1.01,20 (19e) |

### Freestyleskiën
| Olympiër        | Onderdeel   | Resultaat | Prestatie                                               |
| --------------- | ----------- | --------- | ------------------------------------------------------- |
| Joselane Santos | aerials (v) | 22e       | kwalificatie 1: 49.60 (20e) kwalificatie 2: 48.17 (16e) |

### Kunstrijden
| Olympiër         | Onderdeel | Resultaat | Prestatie                                        |
| ---------------- | --------- | --------- | ------------------------------------------------ |
| Isadora Williams | Vrouwen   | 30e       | 40.37 (korte kür: 40.37, vrije kür niet bereikt) |

### Langlaufen
| Olympiër (deelname) | Onderdeel  | Resultaat | Prestatie                      |
| ------------------- | ---------- | --------- | ------------------------------ |
| Leandro Ribela      | sprint (m) | 80e       | kwalificatie: 4.21,12 (+52,77) |
|                     |            |           |                                |
| Jaqueline Mourão    | sprint (v) | 65e       | kwalificatie: 3.02,83 (+30,76) |

### Snowboarden
| Olympiër (deelname)  | Onderdeel          | Resultaat | Prestatie                                                |
| -------------------- | ------------------ | --------- | -------------------------------------------------------- |
| Isabel Clark Ribeiro | snowboardcross (v) | 14e       | tijdkwalificatie, run 1: 1.24,31 (12e) kwartfinale 2: 4e |